# Edificio C1 del complesso di Sorgane
Il cosiddetto edificio C1 è uno dei palazzi del complesso di case popolari a Sorgane realizzati tra il 1962 e il 1970 da un team di architetti fiorentini. In particolare questo edificio venne progettato dal gruppo di Leonardo Savioli. Si trova tra il viale Benedetto Croce e via Tagliamento. Questo edificio è gemello dell'edificio C2
Gli edifici C1 (particella 218) fu progettato per essere destinato a residenza per artigiani con rispettivi laboratori al piano terra. Ha volumetria compatta sviluppata su 3 piani e caratterizzata dalla tipologia a ballatoio.
Sul fronte nord il volume è scandito orizzontalmente dal percorso continuo del ballatoio, al quale si accede da un lato (viale Croce) da una scala rettilinea in cemento e dall'altro da una piastra di collegamento al di sotto della quale sono collocati i garage e le cantine, e verticalmente dai 3 corpi aggettanti dei volumi pieni, ai quali si intervallano arretrate delle superfici finestrate.
Il retro è caratterizzato anch'esso dalla medesima alternanza pieni-vuoti, con la presenza di una teoria di finestre sovrapposte al posto del volume pieno aggettante del fronte nord, e presenta al piano terra dei portali di accesso ai laboratori. La copertura è piana e praticabile.
Le superfici esterne sono in parte in cemento faccia vista per le cornici, intonacate a formare dei pannelli quadrati o rettangolari per le campiture murarie corrispondenti ai pieni. Gli infissi esterni ed interni sono in legno; il pavimento del ballatoio e della scala è rivestito in piastrelle di cotto.